# KPN Broadcast Services
KPN Broadcast Services is een Nederlands bedrijf dat analoge en digitale etheruitzendingen verzorgt van zowel radio- als televisiesignalen.
Dit bedrijf is in 2006 ontstaan na de aankoop van Nozema Services N.V. door de Koninklijke KPN NV.
Het besluit van KPN om op Nozema Services te gaan bieden is onder andere voortgekomen uit de gedachte dat zij, na de overname van Nozema Services, dan 80% van het belang in Digitenne zou krijgen.
Echter werd er als voorwaarde gesteld dat KPN haar radio- en televisietorens moest verkopen aan een onafhankelijke partij. Uiteindelijk zijn de torens verkocht aan het Franse zendinstallatie-bedrijf TDF, dat hiervoor een Nederlandse dochteronderneming onder de naam Alticom oprichtte. De masten op de torens zijn sinds begin 2005 eigendom van Novec. Dat bedrijf ontstond toen de "oude" Nozema werd gesplitst in Novec en Nozema Services.
KPN Broadcast Services zorgt onder andere voor de AM-etheruitzendingen voor radio-omroepen die voorheen bij Nozema Services aangesloten waren. De FM-etheruitzendingen van de publieke omroep worden sinds 1 september 2010 niet meer door KPN Broadcast Services verzorgd maar door het bedrijf Broadcast Partners.

## Referentie
1. ↑  https://web.archive.org/web/20100903031643/http://www.etcetera.dds.nl/wordpress/?page_id=1245